# Fernand Huts
Ferdinand (Fernand) Ernest Maximiliaan Isidoor Huts (Antwerpen, 18 juni 1950) is een Belgisch miljardair, ondernemer, politicus, DJ en kunstverzamelaar. Hij is sinds 1981 eigenaar van de Antwerpse logistieke dienstverlener Katoen Natie en sinds 2015 grootaandeelhouder van de Antwerpse afvalverwerker Indaver. 

## Levensloop
Huts stamt uit een oud geslacht van boeren uit het stroomgebied van de Velp in Haspengouw. Zijn grootvader verhuisde in de jaren 30 naar Antwerpen, waar hij baas werd bij de Trouwnatie. Fernand Huts groeide op in de Seefhoek, en volgde middelbaar onderwijs aan het Sint-Jan Berchmanscollege te Antwerpen.
Nadien studeerde hij rechten aan de Katholieke Universiteit Leuven. In 1971-72 was hij praeses van het Katholiek Vlaams Hoogstudentenverbond te Leuven. In 1972-1973 was hij praeses van de faculteitskring van de rechtsfaculteit.
Huts begon zijn carrière bij een staalbedrijf in Eeklo. Hierna richtte hij zijn eerste bedrijf op, Het Veldboerke, dat zich specialiseerde in biologisch gekweekte groenten en fruit lang voordat daar breed belangstelling voor was. Naar eigen zeggen stopte hij ermee omdat hij te veel geitenwollensokken als klant had.
In 1981 stapte hij over naar Katoen Natie waar zijn vader vennoot van was. Het was een bedrijf met een honderdtal personeelsleden met een aantal hangars voor de opslag van katoenproducten kort bij het centrum van Antwerpen. Huts kocht de 19 oude vennoten geleidelijk uit en wist van de kmo een multinationale onderneming te maken. Door de snelle groei van de Katoen Natie kocht Huts in 1986 Seaport Terminals, een stuwadoorbedrijf in de haven.
In 1987 verkoos het weekblad Trends hem tot "manager van het jaar". Hij verkondigde merkwaardige stellingen: zo mogen zijn managers geen boeken over management lezen en moeten ze pinten pakken. Huts staat er ook op dat iedereen elkaars territorium respecteert in het bedrijf. Verder is Huts in het bezit van een aanzienlijke aandelenportefeuille. Met Katoen Natie kocht hij in 2015 100% van het afvalverwerkingsbedrijf Indaver op.
In 1995 werd Huts als verruimingskandidaat binnengehaald bij de VLD. In 1995 werd hij verkozen tot lid van de Kamer van volksvertegenwoordigers voor de partij en bleef dit tot in 1999. In 1999 verliet hij de politiek.
Fernand Huts heeft meerdere woningen maar verblijft vooral in zijn landhuis 'Updown House' in het gehucht Betteshanger in het Zuidoost-Engelse graafschap Kent waar hij sinds 2013 zijn domicilie heeft. Hij is getrouwd met Catherine 'Karine' Van den Heuvel en heeft drie zonen.
Zijn zoon Yves was tien jaar lang beroepsmuzikant en bassist in de Nederlandse metalband Epica.

## Kunstverzamelaar enmecenas

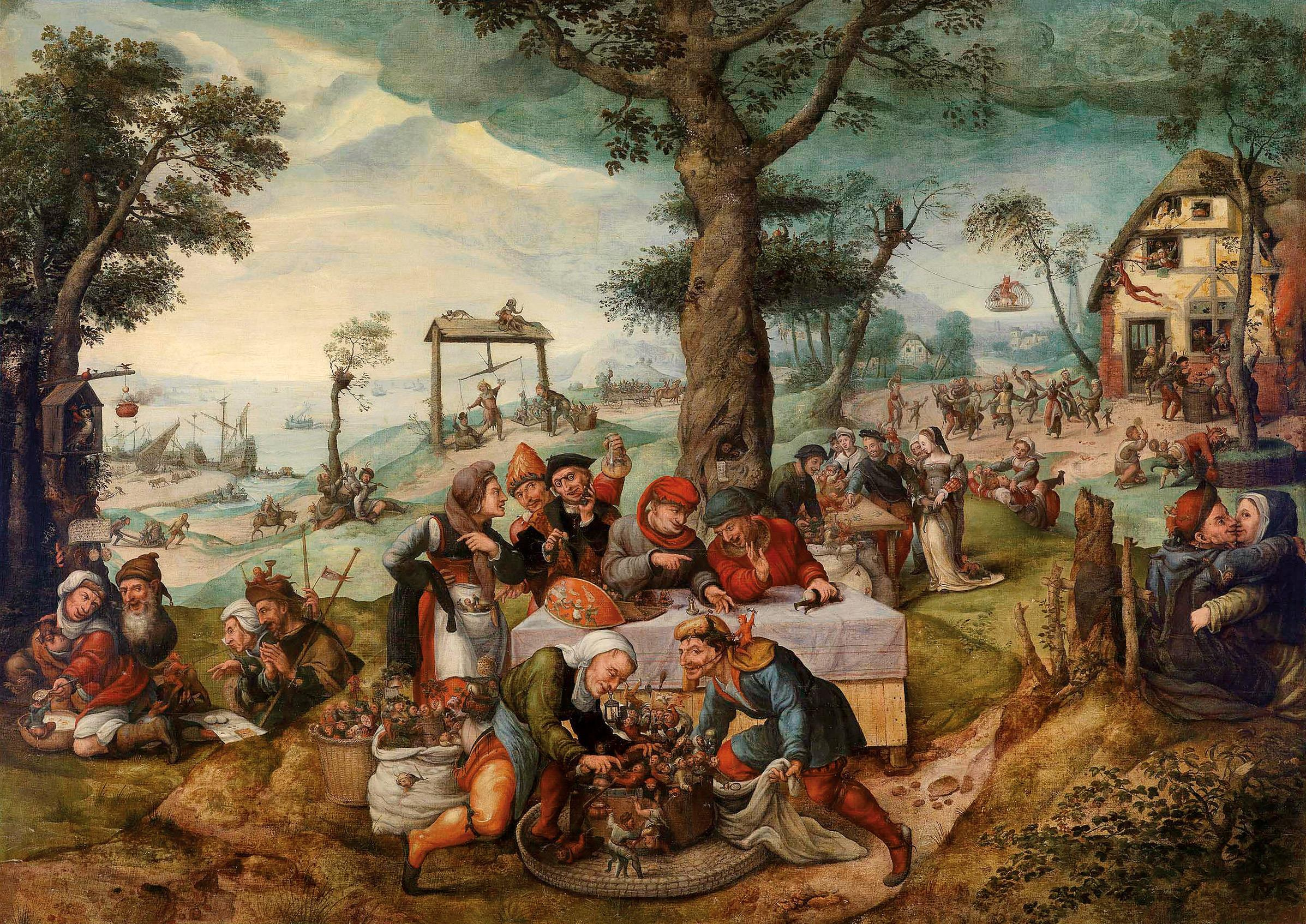
De Narrenhandel door Frans Verbeeck de Oude

In het hoofdkantoor van de Antwerpse Katoennatie vindt de bonte permanent tentoongestelde kunstverzameling van het echtpaar Huts een vaste stek met onder meer getatoeëerde varkens van Wim Delvoye, een mosselinstallatie van Marcel Broodthaers, het schilderij De Narrenhandel ook genoemd Hekeling van de menselijke dwaasheden van Frans Verbeeck de Oude. Dit werk werd op 21 oktober 2014 te Wenen publiek geveild voor € 3 035 000. In zijn collectie zit ook een schilderij van Jan Cornelisz Vermeyen. Verder bevat de kunstverzameling ook meer dan duizend jaar oud Koptisch textiel. 
Begin 2016 deelde Huts, mee dat hij in de toekomst via Katoen Natie het fonds The Phoebus Foundation een half procent van zijn jaarlijkse omzet gaat besteden aan cultuurondersteuning. Zo sponsorde hij het kunstboek Politiek en Schilderkunst van de hand van Katharina Van Cauteren rond de Brusselse barokschilder Hendrick De Clerck.
In mei 2016 raakte bekend dat Huts op een Antwerpse veiling de koper was van een zeldzame tekening van de hand van Peter Paul Rubens. De tekening is een studie van een Arabische ruiter of Een paard en ruiter met tulband en werd geveild tegen € 670 000, exclusief veilingskosten. De tekening is een Vlaams topstuk dat het land niet ongevraagd mag verlaten.
In de tweede helft van 2016 ging er in het Gentse Caermersklooster een tentoonstelling door onder impuls van Huts met als titel Voor God en Geld - Gouden tijd van de Zuidelijke Nederlanden. In deze expositie werd de innovatieve kracht van Vlaanderens Gouden Eeuwen benadrukt. Begin 2017 volgde OER - De wortels van Vlaanderen, een tentoonstelling over Vlaamse kunst tussen 1880 en 1930. Huts en andere industriëlen, zoals Herman De Bode met de Collectie De Bode, ontleenden daarvoor kunstwerken uit hun kunstverzameling. In 2018 volgt VOSSEN - Expeditie in het land van Reynaert, een culturele (fiets)tocht doorheen het historische actieterrein van Reinaert de vos.

## Onroerend patrimonium
Huts bezit ook verschillende goederen en onroerend erfgoed in het Waasland. Hierbij horen het Fort van Haasdonk en het Kasteel Parrin, waar hij ook woont.
Eind 2020 kocht Huts met Katoen Natie de Antwerpse Boerentoren, ook KBC-toren genoemd. Hij wil er onder meer een cultuurtoren van maken door er tentoonstellingsruimten, kunstrestauratieplaatsen, filmzalen, een kunstdepot en een boekhandel in onder te brengen. Voor de aankoop en de renovatie van de toren is 120 miljoen euro voorzien. Een gecontesteerd plan, daar hij eerder het plan had om het volledige uiterlijk van de toren aan te passen. 
In 2023 kocht hij het tyrannosaurus rex skelet Trinity op een veiling. Huts betaalde 5,6 miljoen euro voor de aankoop en zal deze tentoonstellen in Antwerpen.

## Huts als schrijver
Onder de schrijversnaam Jules Van Bochelt schreef Huts onderstaande boeken:
- Vertelsels van een nar, 2010, Lannoo, ISBN 9789020992168
- Het narrenschip legt aan in Brugge, Gent en Antwerpen, 2015, Lannoo ISBN 9789401425643

Onder eigen naam bracht Huts onderstaande boeken uit:
- Antwerpen moet groter worden!: Antwerpen Gent Zeebrugge: één groot Vlaams havengebied!, 1988, Lannoo ISBN 9789020916218
- Door het oog van een spijbelaar, met gezond verstand naar de 21ste eeuw, 1999, paperback, Uitgeverij Lannoo, 185 p. ISBN  9789020937817
- Voor God en geld. Gouden Tijden van de Zuidelijke Nederlanden, met Katharina Van Cauteren, 2016, Lannoo ISBN 9789401437349

## Onderscheidingen
- Officier in de Orde van Leopold II
- Ridder in de Leopoldsorde
- In 2015 ontving hij een Gulden Spoor voor economische uitstraling van de beweging Vlaanderen-Europa
- In 2015 ontving hij de VRG-Alumniprijs
- In 2016 kreeg hij uit handen van Philippe De Backer de Prijs voor de Vrijheid van denktank Libera!

- Gemeinsame Normdatei: 1123978859
- International Standard Name Identifier: 0000 0000 3117 1663
- Library of Congress Control Number: n88201785
- Nederlandse Thesaurus van Auteursnamen: 073753963
- Virtual International Authority File: 40938905
- WorldCat: E39PBJfGWM6MbHYTjBtrvb8XBP